# Renee Godfrey
Pour les articles homonymes, voir Godfrey.
Renee Godfrey est une actrice américaine née le 1er septembre 1919 à New York, morte le 24 mai 1964 à Beverly Hills (Californie).

## Filmographie sélective

### Au cinéma
- 1941 : Citizen Kane d'Orson Welles
- 1946 : Le Train de la mort (Terror by Night) de Roy William Neill
- 1960 : Procès de singe (Inherit the Wind) de Stanley Kramer

### À la télévision
- 1960-1962 : Perry Mason, 2 épisodes
- 1962 : Suspicion (The Alfred Hitchcock Hour), 1 épisode